# Итаубал-ду-Пиририн
Итаубал-ду-Пиририн (порт. Itaubal do Piririm) — муниципалитет в Бразилии, входит в штат Амапа. Составная часть мезорегиона Юг штата Амапа. Входит в экономико-статистический микрорегион Макапа. Население составляет 4265 человека на 2010 год. Занимает площадь 1622,852 км². Плотность населения — 2,63 чел./км².

## История
Город основан в 1992 году.

## Границы
Муниципалитет Итаубал-ду-Пиририн граничит:
- на севере —  муниципалитет Макапа
- на юго-востоке —  штат Пара
- на юго-западе —  муниципалитет Макапа

## Демография
Согласно сведениям, собранным в ходе переписи 2010 г. Национальным институтом географии и статистики (IBGE), население муниципалитета Итаубал-ду-Пиририн составляет
| Полное население                               | Полное население                               | Полное население                               | Полное население                               | 4265  |
| ---------------------------------------------- | ---------------------------------------------- | ---------------------------------------------- | ---------------------------------------------- | ----- |
| в том числе                                    | Городское население                            | 1754                                           | Процент городского населения, %                | 41,13 |
|                                                | Сельское население                             | 2511                                           | Процент сельского населения, %                 | 58,87 |
|                                                | Мужское население                              | 2320                                           | Процент мужского населения, %                  | 54,40 |
|                                                | Женское население                              | 1945                                           | Процент женского населения, %                  | 45,60 |
| Плотность населения, чел/км²                   | Плотность населения, чел/км²                   | Плотность населения, чел/км²                   | Плотность населения, чел/км²                   | 2,63  |
| Население муниципалитета в % к населению штата | Население муниципалитета в % к населению штата | Население муниципалитета в % к населению штата | Население муниципалитета в % к населению штата | 0,64  |

По данным оценки 2015 года, население муниципалитета составляет 4949 жителей.

## Важнейшие населенные пункты
| № | Населённый пункт   | Населённый пункт (порт.) | Категория | Население чел. (2010) (место среди н.п. штата) | На карте                       |
| - | ------------------ | ------------------------ | --------- | ---------------------------------------------- | ------------------------------ |
| 1 | Итаубал            | Itaubal                  | город     | 1754 (17)                                      | 0°36′05″ с. ш. 50°41′56″ з. д. |
| 2 | Карму-ду-Макакоари | Carmo do Macacoari       | поселок   | 559 (38)                                       | 0°30′36″ с. ш. 50°44′28″ з. д. |
| 3 | Курикака           | Curicaca                 | поселок   | 312 (57)                                       | 0°34′49″ с. ш. 50°48′01″ з. д. |

## Статистика
- Индекс развития человеческого потенциала составляет 0,642 (данные: Программа развития ООН).